# Sonora Pass
Der Sonora Pass (Teil der California State Route 108) ist ein Gebirgspass im US-Bundesstaat Kalifornien. Er verbindet die Städte Sonora im Westen und Bridgeport im Osten der Sierra Nevada.
Der höchste Punkt liegt auf 2933 Metern. Damit ist er in Kalifornien der zweithöchste Pass hinter dem Tioga Pass, der 3031 Meter hoch ist. Die Straße ist im Westen steil und erreicht Steigungen von bis zu 26 Prozent. Außerdem ist sie stellenweise kurvenreich. Deshalb wird das Befahren mit besonders langen oder schweren Vehikeln nicht empfohlen. Wie viele Pässe der Sierra Nevada ist der Pass in den Wintermonaten geschlossen.

## Beschreibung

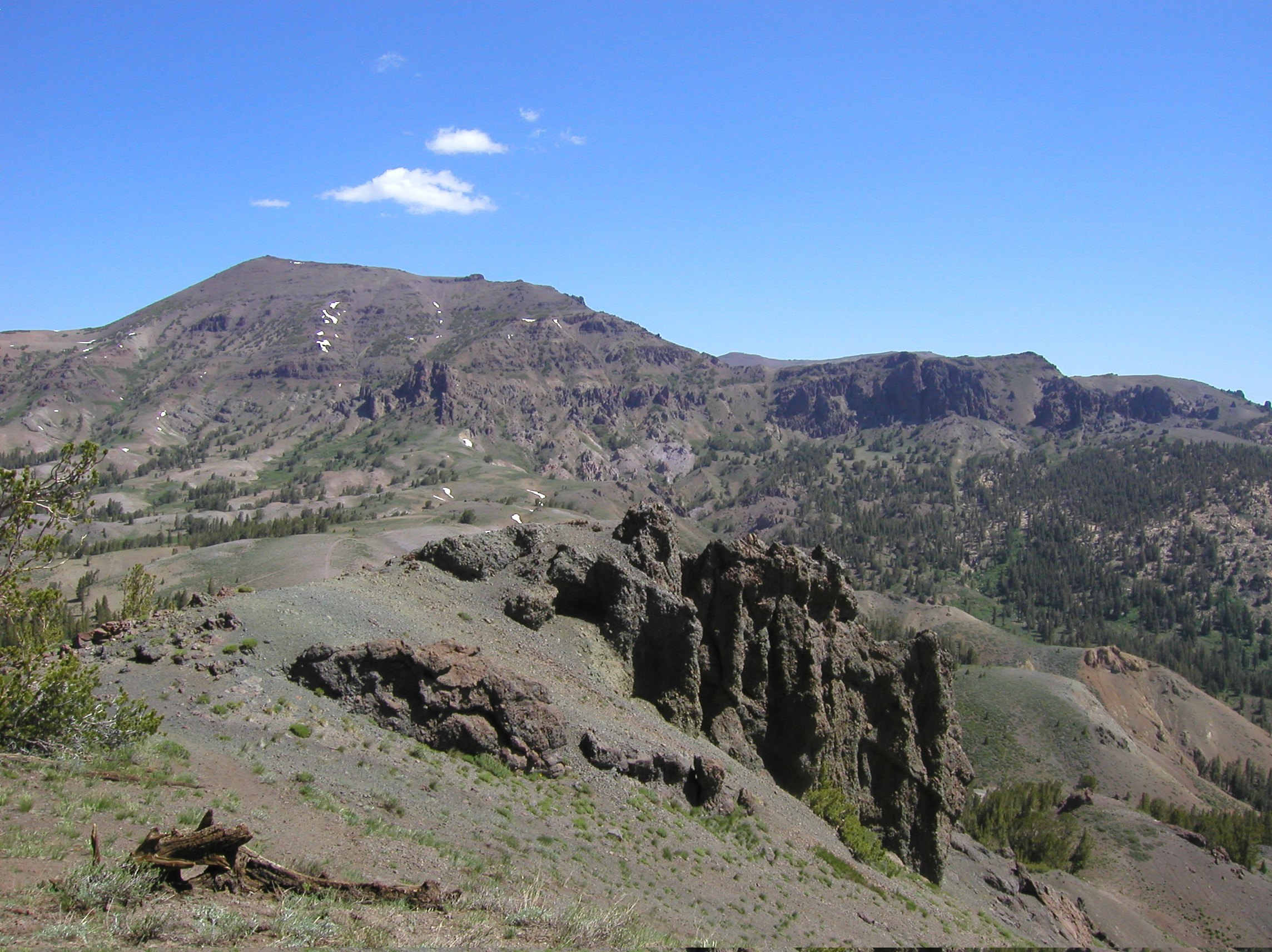
Blick auf die Sierra Nevada mit dem Sonora Peak links vom Pass aus gesehen

Der Eingang zum Pass befindet sich bei der Ortschaft Sonora im Tuolumne County an einer Kreuzung mit der California State Route 49 auf etwa 550 m Höhe. Von hier aus verläuft die Straße in Richtung Osten durch verschiedene kleinere Ortschaften. Im weiteren Verlauf gewinnt die Straße an Höhe und orientiert sich in etwa parallel zum Fluss North Fork Tuolumne. Zwischen den Orten Pinecrest und Strawberry überquert der Pass den South Fork Stanislaus River. Etwa 23 km weiter führt die Straße oberhalb des Donell Lake vorbei, einem auf ungefähr 1400 m gelegenen Stausee des Middle Fork Stanislaus River.
In den nächsten etwa 32 km bis zum eigentlichen Pass wird die Straße kurvenreicher und steiler, hier erreicht die Strecke Steigungen von bis zu 26 %.
Auf Höhe des Passes wird die Straße vom Fernwanderweg Pacific Crest Trail gequert. Die Passstraße verläuft danach im Gipfelbereich für etwa 10 km innerhalb des Truppenübungsplatzes Marine Corps Mountain Warfare Training Center. Die Straße führt nun in relativ sanftem Gelände bergab und endet am U.S. Highway 395 in der Nähe von Bridgeport.